# 免疫組織化學

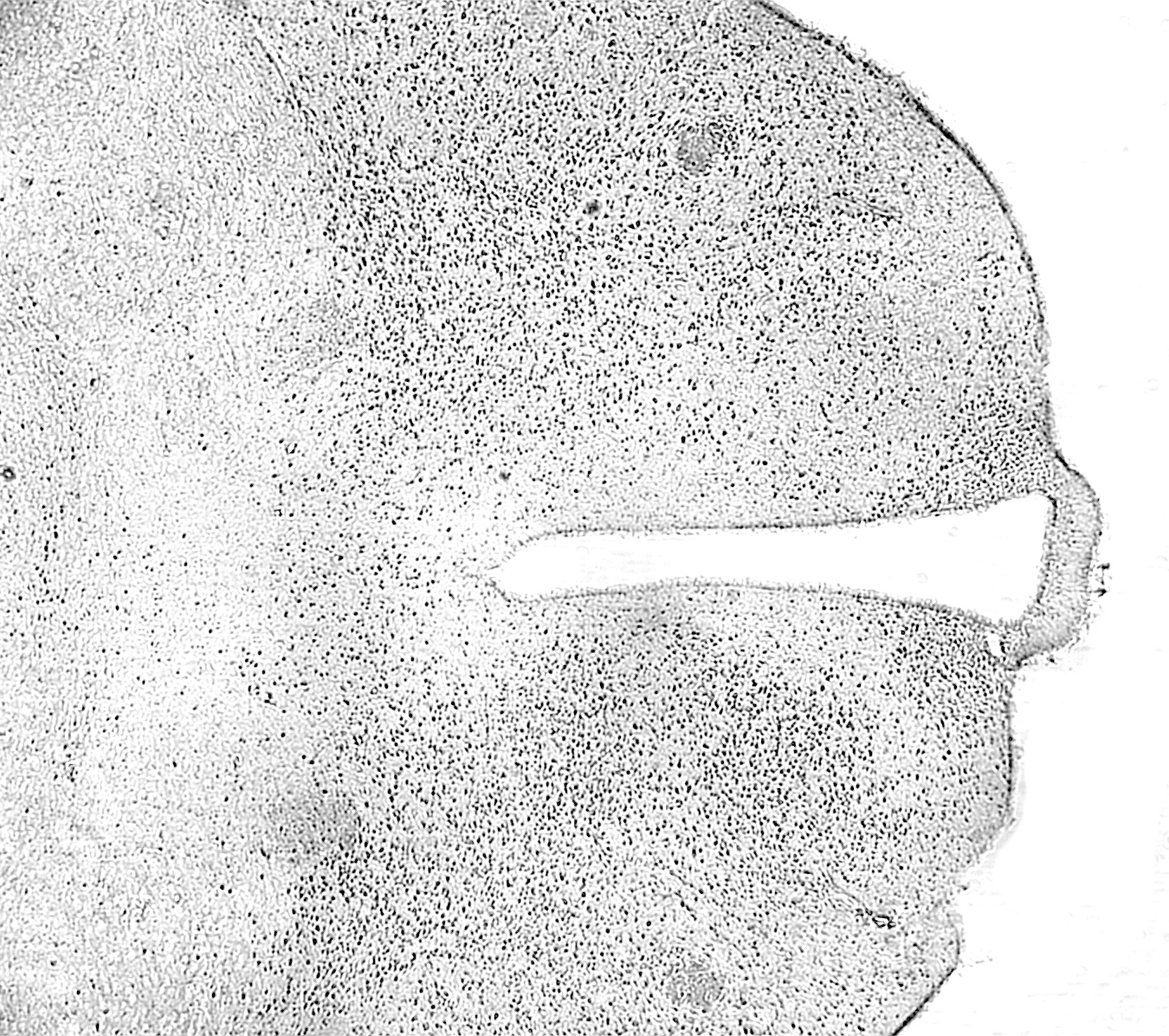
小鼠脑切片通过免疫组织化学染色。

免疫组织化学（immunohistochemistry，IHC）简称 免疫组化，是在组织水平下，进行的免疫细胞化学研究。
免疫組織化學染色（immunohistochemical staining）属一种免疫染色（immunostaining），是在抗體上結合螢光或可呈色的化學物質，利用此经修饰后的抗体与生物组织中的抗原具特异性结合的免疫學原理，选择性地识别组织切片或涂片细胞中的抗原，檢測細胞或組織中是否有“目標抗原”的存在；此方式不只可以用來測知抗原的表現量，也可觀察抗原所表現的位置，并可提高病理诊断的灵敏度和特异度。
免疫組織化學染色中，经人为制备修饰后的特异性抗体带有显色剂标记，如：酶、金属离子、同位素等；而待检测的細胞或組織的目标抗原，则可为任何能讓抗體結合的物質，也就是具有抗原性的物質，包括：蛋白質、多肽、核酸、多醣、病原體等都可偵測。两者通过免疫学的抗原抗体反应和组织化学的呈色反应，再结合组织细胞形态学分析，对组织或细胞的抗原进行定位、定性及定量。
免疫組織化學的優勢在於專一性、靈敏度、簡便快速以及成本低廉，所以廣為醫院採用，通常是藉由特定的腫瘤標記來篩選癌症。免疫組織化學染色法對基礎研究及預防和診療上都是相當重要的一個方法。

## 外部連結
- Ramos-Vara JA, Miller MA. . Veterinary Pathology. 2014, 51 (1): 42–87. PMID 24129895. doi:10.1177/0300985813505879.
- Overview of Immunohistochemistry--describes all aspects of IHC including sample prep, staining and troubleshooting （页面存档备份，存于）
- IHC Tip 1: Antigen retrieval - should I do PIER or HIER?
- Histochemical Staining Methods - University of Rochester Department of Pathology
- Immunohistochemistry Staining Protocol （页面存档备份，存于）
- Burnett R, Guichard Y, Barale E. . Toxicology. 1997, 119 (1): 83–93. PMID 9129199. doi:10.1016/S0300-483X(96)03600-1.
- 醫學主題詞表（MeSH）：Immunohistochemistry
- Joyner, A.; Wall, N. . Cold Spring Harbor Protocols. 2008, 2008 (2): pdb.prot4820. doi:10.1101/pdb.prot4820.